# Maria Kniesburges

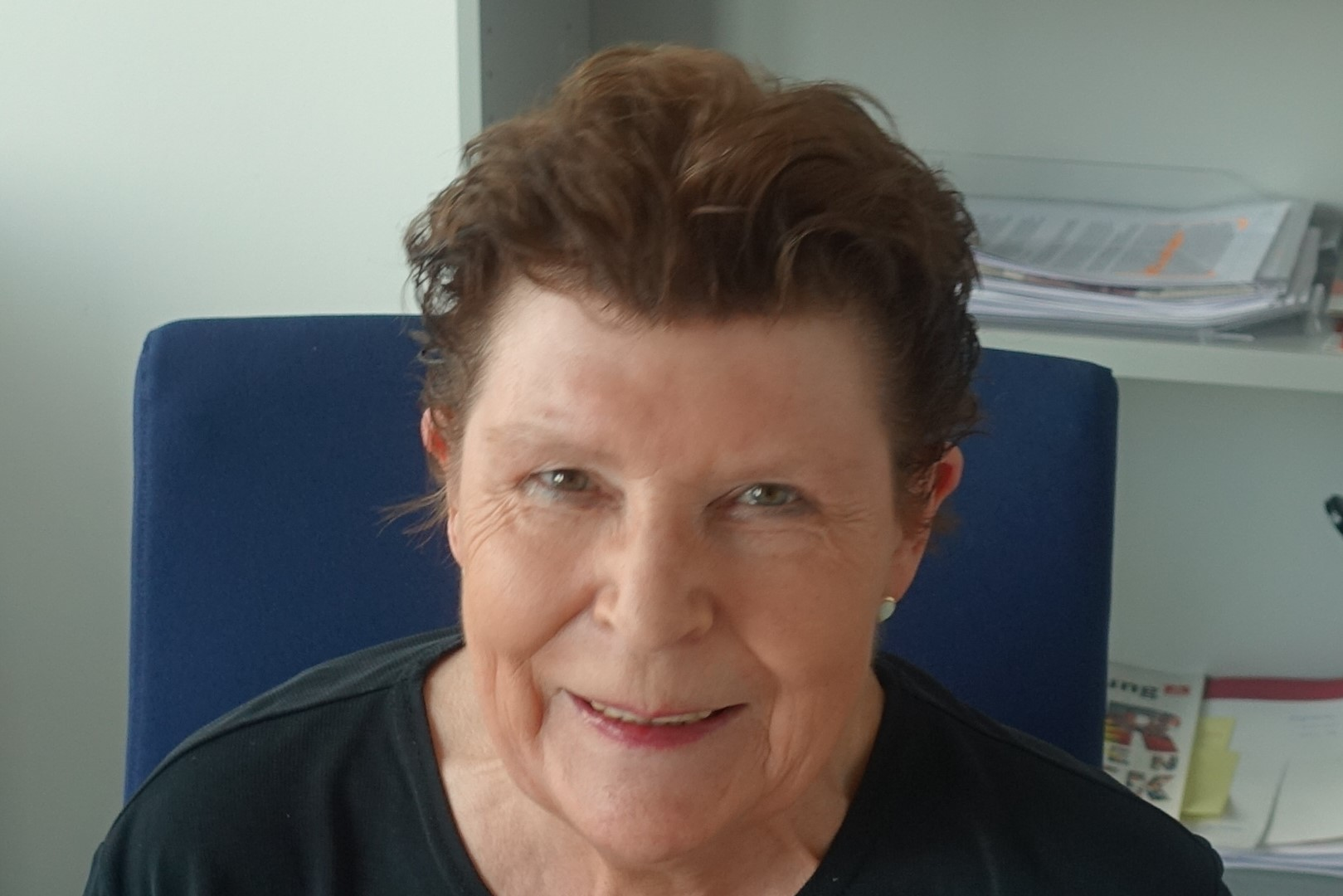
Maria Kniesburges (2018)

Maria Kniesburges (* 1956) ist eine deutsche Journalistin. Sie war Chefredakteurin von ver.di PUBLIK.

## Werdegang
Kniesburges studierte in Göttingen Publizistik und promovierte in diesem Fach über die Funktion der Gewerkschaftspresse. Nach einem Volontariat beim Göttinger Tageblatt war sie von 1985 bis 1989 Chefin vom Dienst der tageszeitung und danach freie Journalistin. Von 2002 an leitete sie die Evangelische Medienakademie und die Evangelische Journalistenschule; zunächst in Frankfurt am Main, dann in Berlin.
Von Juni 2007 bis 2021 war sie Chefredakteurin von ver.di PUBLIK, der Mitgliederzeitung der Gewerkschaft ver.di mit einer Auflage von knapp 1,9 Millionen Exemplaren. Ihre Nachfolgerin ist seit dem 1. September 2021 Petra  Welzel.

## Buchveröffentlichungen
- Die Schönredner. Politischer Journalismus in der Bundesrepublik, Frankfurt (Fischer) 1996
- Die Funktion der Gewerkschaftspresse im Rahmen innergewerkschaftlicher Diskussion und Willensbildung am Beispiel der IG Metall-Mitgliederzeitung Metall, 1984